# Campeonato Europeo Sub-18 1998
El Campeonato Europeo Sub-18 1998 se llevó a cabo en Chipre del 19 al 26 de julio y contó con la participación de 8 selecciones juveniles de Europa provenientes de una fase eliminatoria con el fin de disputar las seis plazas que otorgaba el torneo para la Copa Mundial de Fútbol Sub-20 de 1999 a celebrarse en Nigeria.
Irlanda venció en la final a Alemania para conseguir su primer título continental.

## Participantes
| - Croacia - Chipre (anfitrión) - Inglaterra - Alemania | - Lituania - Portugal - Irlanda - España |

## Fase de grupos

### Grupo A
| País     | J | G | E | P | GF | GC | GD | Pts |
| -------- | - | - | - | - | -- | -- | -- | --- |
| Alemania | 3 | 2 | 0 | 1 | 11 | 4  | +7 | 6   |
| Portugal | 3 | 2 | 0 | 1 | 5  | 2  | +3 | 6   |
| España   | 3 | 2 | 0 | 1 | 5  | 6  | –1 | 6   |
| Lituania | 3 | 0 | 0 | 3 | 2  | 11 | –9 | 0   |

| 19 de julio | Lituania | 1–7 | Alemania |
|             | España   | 2–1 | Portugal |
| 21 de julio | Portugal | 2–0 | Lituania |
|             | Alemania | 4–1 | España   |
| 23 de julio | Portugal | 2–0 | Alemania |
|             | España   | 2–1 | Lituania |

### Grupo B
| País       | J | G | E | P | GF | GC | GD | Pts |
| ---------- | - | - | - | - | -- | -- | -- | --- |
| Irlanda    | 3 | 2 | 0 | 1 | 8  | 3  | +5 | 6   |
| Croacia    | 3 | 2 | 0 | 1 | 8  | 5  | +3 | 6   |
| Inglaterra | 3 | 2 | 0 | 1 | 3  | 4  | –1 | 6   |
| Chipre     | 3 | 0 | 0 | 3 | 1  | 8  | –7 | 0   |

| 19 de julio | Irlanda    | 5–2 | Croacia    |
|             | Chipre     | 1-2 | Inglaterra |
| 21 de julio | Croacia    | 3–0 | Chipre     |
|             | Inglaterra | 1–0 | Irlanda    |
| 23 de julio | Croacia    | 3–0 | Inglaterra |
|             | Irlanda    | 3–0 | Chipre     |

## Fase final

### Tercer lugar
| Equipo 1 | Resultado   | Equipo 2 |
| -------- | ----------- | -------- |
| Portugal | 0-0 (4-5 p) | Croacia  |

### Final
| Equipo 1 | Resultado   | Equipo 2 |
| -------- | ----------- | -------- |
| Irlanda  | 1-1 (4-3 p) | Alemania |

## Campeón
| Eurocopa Sub-18 1998 |
| -------------------- |
| Bandera de Irlanda   |
| Irlanda 1º Título    |

## Clasificados al Mundial Sub-20
| - Croacia - Inglaterra | - Alemania - Portugal | - Irlanda - España |